# André Langrand-Dumonceau

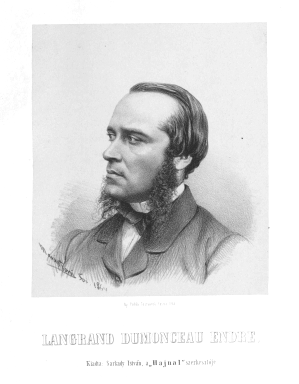
André Langrand-Dumonceau, Gravur

André Langrand-Dumonceau (* 5. Dezember 1826 in Vossem bei Lüttich; † 25. April 1900 in Rom) war ein belgischer Bankmanager.

## Leben
André Langrand wurde als Sohn eines Krughalters im östlich von Brüssel gelegenen Vossem geboren und soll in ärmlichen Verhältnissen aufgewachsen sein. Nach einer Dienstzeit in der französischen Fremdenlegion kehrte er nach Belgien zurück und war für eine Versicherungsgesellschaft tätig, in welcher er mit Edouard Mercier bekannt wurde, der ihn förderte.
1847 heiratete André Langrand und fügte den klangvolleren Geburtsnamen seiner Ehefrau, Dumonceau, seinem Namen hinzu. Dabei ist unklar, ob dies gleich erfolgte oder erst später, als er den Titel eines römischen Grafen vom Papst erhielt.
Schon 1850 gründete er eine kleine Versicherung für Landwirtschaftsbetriebe.
Mit den Versicherungseinlagen beteiligte er sich an den Gründungen von internationalen Gesellschaften wie La Royale belge und des Crédit foncier international. In einer judenfeindlichen Konjunktur warb er um das Kapital von katholischen Anlegern. In den Vorständen seiner Gesellschaften saßen die Politiker der katholischen Partei Pieter de Decker, Jean-Baptiste Nothomb und Adolphe Dechamps. Seit 1859 (Österreich) bzw. 1861 (Niederlande) engagierten sich die Gesellschaften im Hypothekengeschäft in Mitteleuropa und in der Finanzierung von öffentlichen Bauvorhaben. Am 21. Juli 1865 ernannte ihn Pius IX. zum Comte Romain. Zweifler vermuteten trotzdem hinter den Dividendenausschüttungen ein Schneeballsystem und im Oktober 1868 behauptete das Börsenblatt La Cote libre de la Bourse de Bruxelles, seine Unternehmen würden betrügerische Methoden anwenden – wodurch Langrand-Dumonceau keinen Kredit mehr bei den Anlegern fand, bankrottging und die ihn unterstützenden Minister aus der katholischen Regierung zurücktraten.
Am 25. August 1870 erklärte das Handelsgericht in Brüssel den persönlichen Konkurs von André Langrand-Dumonceau und weiterer Vorstandsmitglieder.